# Стінна ящірка Лілфорда
Стінна ящірка Лілфорда, або ящірка балеарська (Podarcis lilfordi) — вид ящірок родини ящіркових (Lacertidae).

## Назва
Вид названо на честь британського орнітолога Томаса Повіса, 4-го барона Лілфорда, який вивчав фауну Балеарських островів.

## Розповсюдження
Ендемік Балеарських островів у Середземному морі, що належать Іспанії. Ареал виду обмежений невеликими кам'янистими острівцями навколо Менорки та Майорки. Також трапляється на архіпелазі Кабрера на південь від Майорки. На островах Майорка та Менорка вимер близько 2000 років тому.

## Опис
Тіло сягає до 8 см завдовжки. Хвіст приблизно в 1,8 рази довший за тіло. Це міцна обтічна ящірка з короткою головою і округлим тілом з гладкими, некільованими лусочками. Спинна поверхня, як правило, зеленувата або коричнева, але забарвлення сильно варіюється між різними субпопуляціями. Зазвичай є бліда спинно-латеральна смуга, а вздовж хребта може бути кілька темних смуг або три темні лінії. Боки можуть бути злегка сітчастими, а нижня сторона біла, кремова або рожева. Горло може бути темнішого кольору. У неповнолітніх іноді синій хвіст.

## Підвиди
Виділяють двадцять сім підвидів, багато з яких трапляється лише на одному острові:
- Podarcis lilfordi lilfordi (Günther, 1874) — острів Айре, біля південно-східного узбережжя Менорки
- Podarcis lilfordi addayae (Eisentraut, 1928)
- Podarcis lilfordi balearica (Bedriaga, 1879)
- Podarcis lilfordi brauni (L. Müller, 1927) — острів Колом, біля Менорки
- Podarcis lilfordi carbonerae Pérez-Mellado & Salvador, 1988 — острів Карбонера, біля Менорки
- Podarcis lilfordi codrellensis Pérez-Mellado & Salvador, 1988 — острівець Бінікондрелл, біля південного узбережжя Менорки
- Podarcis lilfordi colomi (Salvador, 1980) — острів Коломер, біля північного сходу Менорки
- Podarcis lilfordi conejerae (L. Müller, 1927)
- Podarcis lilfordi espongicola (Salvador, 1979)
- Podarcis lilfordi estelicola (Salvador, 1979)
- Podarcis lilfordi fahrae (L. Müller, 1927)
- Podarcis lilfordi fenni (Eisentraut, 1928) — острів Санітья, біля північної Менорки
- Podarcis lilfordi gigliolii (Bedriaga, 1879) — острівець Драгонера, від півночі Майорки
- Podarcis lilfordi hartmanni (Wettstein, 1937)
- Podarcis lilfordi hospitalis (Eisentraut, 1928)
- Podarcis lilfordi imperialensis (Salvador, 1979)
- Podarcis lilfordi isletasi (Hartmann, 1953)
- Podarcis lilfordi jordansi (L. Müller, 1927)
- Podarcis lilfordi kuligae (L. Müller, 1927)
- Podarcis lilfordi nigerrima (Salvador, 1979)
- Podarcis lilfordi planae (L. Müller, 1927)
- Podarcis lilfordi probae (Salvador, 1979)
- Podarcis lilfordi porrosicola Pérez-Mellado and Salvador, 1988 — острів Поррос, на північ від Менорки
- Podarcis lilfordi rodriquezi (L. Müller, 1927) — Мешкав в гавані Магонь на острові Ратас. Вимерлий після того, як середовище проживання було зруйновано в результаті розширення гавані.
- Podarcis lilfordi sargantanae (Eisentraut, 1928) — острівці, розташовані біля північного узбережжя Майорки (Саргантана, Равеллс, Блед і Тускета).
- Podarcis lilfordi toronis (Hartmann, 1953)
- Podarcis lilfordi xapaticola (Salvador, 1979)